# Parafia Miłosierdzia Bożego w Lidzie
Parafia Miłosierdzia Bożego w Lidzie – rzymskokatolicka parafia znajdująca się w Lidzie, w dzielnicy Mołodziożny, w diecezji grodzieńskiej, w dekanacie lidzkim, na Białorusi.

## Historia
Parafię erygował w 1994 biskup grodzieński Aleksander Kaszkiewicz. Początkowo zbudowano tymczasową kaplicę, a w 1995 rozpoczęto budowę kościoła. Konsekrował go 15 kwietnia 2007 biskup Kaszkiewicz.